# عيد أبو جرير
عيد أبو جرير (1910 - 1971) بدوي مصري، وشيخ قبيلة السواركة، مؤسس الطريقة الجريرية الأحمدية في سيناء وقطاع غزة، وكان له دور في المقاومة الشعبية أثناء الاحتلال الإسرائيلي لسيناء.

الشيخ عيد أبو جرير

## سيرته
ولد الشيخ أبو جرير عام 1910 بحي آل جرير، لأبوين من عشيرة الجريرات إحدى عشائر قبيلة السواركة المعروفة بسيناء, وعشيرة الجريرات على وجه الخصوص معروفون بين عموم قبائل سيناء بميلهم للتدين, فنسبهم يعود إلى الصحابي الجليل عكاشة بن محصن الأسدي المدفون بالسودان. وقد عرف عيد أبو جرير التصوف على يد أبي أحمد السعافين المعروف بالشيخ أبي أحمد الفالوجي، وهو شيخ من فلسطين التقاه عيد عام 1957، وهو أحد مشايخ الطريقة العلوية الشاذلية بفلسطين, وخلال أربع سنوات (من 1957 - حتى 1961) وضع الرجلان البذرة الأولي للصوفية في سيناء.
وكان للشيخ دور تجاه الاحتلال الإسرائيلي لسيناء، فكان يحث أتباعه ومريديه على الجهاد ومواجهة المحتل ومعاونة الجيش المصري خاصة في حرب 1967 وما بعدها.